# Dichoniopsis chlorota
Dichoniopsis chlorota är en fjärilsart som beskrevs av George Francis Hampson 1909. Dichoniopsis chlorota ingår i släktet Dichoniopsis och familjen nattflyn. Inga underarter finns listade i Catalogue of Life.